# تاداهيرو تاكاياما
تاداهيرو تاكاياما (باليابانية: 高山忠洋؛ بالكانا: たかやま ただひろ) هو لاعب غولف ياباني، ولد في 12 فبراير 1978 في واكاياما في اليابان.

## وصلات خارجية
- تاداهيرو تاكاياما على موقع رابطة اليابان للاعبي الغولف المحترفين (الإنجليزية)
- تاداهيرو تاكاياما على موقع التصنيف العالمي الرسمي للغولف (الإنجليزية)